# Daniel Naroditsky
Daniel Naroditsky (nacido el 9 de noviembre de 1995), a menudo conocido como Danya, es un gran maestro de ajedrez, autor y comentarista estadounidense.

## Carrera ajedrecística
Nacido en San Mateo, California, Naroditsky aprendió ajedrez a los seis años con su padre, Vladimir. Pronto comenzó a tomar lecciones serias. Naroditsky ganó el Campeonato de Ajedrez K-12 del Norte de California de 2007, siendo el jugador más joven en lograrlo.
En 2007, Naroditsky ganó la sección Sub-12 del Campeonato Mundial Juvenil de Ajedrez con 9½/11, empatando con Illya Nyzhnyk pero ganando la medalla de oro en los desempates.
En el Campeonato Abierto de Ajedrez de Estados Unidos de 2010, Naroditsky obtuvo 7½/9, compartiendo el segundo lugar con Alexander Shabalov, Varuzhan Akobian y Julio Sadorra, pero detrás de Alejandro Ramírez. Esto lo clasificó para el Campeonato de Estados Unidos de 2011.
Naroditsky compitió en los Campeonatos Juveniles de Estados Unidos de 2011, 2012 y 2013, obteniendo el primer puesto en 2013 con 6,5/9, por delante de Samuel Sevian y Luke Harmon-Vellotti. Esta victoria lo clasificó para el Campeonato de Estados Unidos de 2014.
Naroditsky obtuvo su primera norma de gran maestro en el Abierto de Benasque en julio de 2011. Obtuvo su segunda norma de gran maestro en el Abierto de Filadelfia de 2013, al empatar en el primer lugar con Fidel Corrales Jiménez. Obtuvo su última norma de gran maestro en el Abierto de Benasque de 2013. Naroditsky recibió oficialmente el título de gran maestro a finales de 2013, cuando tenía 18 años.
En 2014, Naroditsky recibió la beca Samford Chess Fellowship.  Más tarde ese año, quedó en quinto lugar en el Millionaire Chess Open de Las Vegas.
En 2015, Naroditsky representó a los Estados Unidos en el Campeonato Mundial de Ajedrez por Equipos, donde obtuvo una puntuación de 4.0/7, derrotando a Dmitry Jakovenko y Evgeny Postny, pero perdiendo ante Hrant Melkumyan. Obtuvo unacalificación de rendimiento de 2701.
Naroditsky jugó en los Campeonatos de Ajedrez de Estados Unidos de 2011, 2014, 2015, 2017 y 2021. En el Campeonato de Estados Unidos de 2021, derrotó a Fabiano Caruana, quien tenía una calificación FIDE de 2800 y ocupaba el puesto número 2 en el mundo.
En 2019, Naroditsky empató en el primer lugar en el U.S. Masters Chess Championship.
Naroditsky juega en Chess.com bajo el nombre de usuario DanielNaroditsky, y en Lichess.org bajo el nombre de usuario RebeccaHarris. Con frecuencia aparece en lo más alto de las tablas de clasificación de ambos sitios web, tanto en Blitz como en Bullet. Su puntuación máxima en Chess.com es 3553, y su puntuación máxima en lichess es 3326. 
Según las clasificaciones de la FIDE, Naroditsky está constantemente clasificado entre los 150 mejores del mundo y entre los 15 mejores en los Estados Unidos en ajedrez Clásico, entre los 75 mejores en Rápido y entre los 25 mejores en Blitz. 
En agosto de 2024, Naroditsky superó los 2700 puntos de calificación FIDE Blitz por primera vez.
En diciembre de 2024, Naroditsky empató en el primer lugar en la parte suiza del Campeonato Mundial de Ajedrez Blitz de 2024 con una puntuación de 9.5/13 y una calificación de rendimiento de 2749, terminando en el noveno lugar en los desempates y sin poder avanzar a la etapa eliminatoria. Su calificación FIDE de blitz aumentó hasta un pico en su carrera de 2720, ubicándose en el puesto número 18 del mundo y en el número 5 en los Estados Unidos.
En 2024, Naroditsky fue acusado por el ex campeón mundial de ajedrez Vladimir Kramnik de hacer trampa en el ajedrez en línea. Naroditsky rechazó las acusaciones, refiriéndose a Kramnik como "peor que la suciedad", aunque también indicó que sentía que otros jugadores importantes tenían sospechas similares sobre él. Fue defendido por el gran maestro y compañero creador de contenido Hikaru Nakamura. 

## Escritura y otras actividades
Naroditsky publicó los libros Mastering Positional Chess en 2010 y Mastering Complex Endgames en 2012.
Escribió The Practical Endgame, una columna en la revista Chess Life, de 2014 a 2020.
En 2022, Naroditsky escribió una serie de 19 columnas con problemas de ajedrez basados en partidas históricas para The New York Times. 
Desde 2020 es Gran Maestro Residente del Charlotte Chess Center,.
Naroditsky es un creador de contenido activo en YouTube y Twitch, donde tiene más de 460.000 suscriptores y 335.000 seguidores, respectivamente. 

## Vida personal
Los padres de Naroditsky son inmigrantes judíos de la ex Unión Soviética. Su padre, Vladimir, emigró de Ucrania, mientras que su madre, Lena, vino de Azerbaiyán. Naroditsky asistió a la escuela secundaria en Crystal Springs Uplands School en Hillsborough, California. Asistió a la Universidad de Stanford hasta 2019, donde estudió historia.
Reside en Charlotte, Carolina del Norte desde 2020.

## Libros
- Naroditsky, Daniel (2010). Mastering Positional Chess. New In Chess. ISBN 978-90-5691-310-6.
- Naroditsky, Daniel (2012). Mastering Complex Endgames. New In Chess. ISBN 978-9056914059.